# 李佐 (北魏)
李佐（5世紀—？ ），字季翼，陇西郡狄道县（今甘肃省定西市临洮县）人，北魏镇北将军、敦煌宣公李宝第四子，北魏官员。

## 生平

### 出使外任
李佐有文才武略的才能，魏孝文帝元宏初年，李佐兼任散骑常侍，接受使命出使高句丽，因为出使符合上意，回朝后出任常山郡太守，获赐真定子的爵位，又升任冠军将军、怀州刺史，获赐山阳侯的爵位，不久又加安南将军，封河内公，转任安东将军、相州刺史，所在之处都被称道有政绩。

### 征讨南齐
太和十九年（495年），魏孝文帝南征，李佐出任安南将军，担任大司马、咸阳王元禧的副手为殿中将军，不久被命令与征南大将军城阳王元鸾、安南将军卢渊及荆州刺史韦珍等军进攻赭阳。北魏各军没有统一调度，围困城池百余日，士兵们都在城下披甲待敌，希望以不开战来使对方疲劳后投降。李佐独自统帅自己的部下在清晨和黑夜攻城，士兵战死的很多，恰好遇到齐明帝萧鸾派遣太子右卫率垣历生带领军队来救援，北魏将军们都认为己方人少势弱不能抵挡，计划撤兵。李佐于是挑选两千骑兵迎战，吃了败仗。元鸾、卢渊、韦珍和李佐前往瑕丘魏孝文帝行宫请罪，魏孝文帝接见了他们，责备说：“诸位率领部队，情义上应该以勇烈的行为表现节操，而进不能攻破敌方城池，退不能消灭此等小敌，损害了王者的威严，应该被定罪为死刑。我因为迁都洛阳，改革之始，事情应该采取宽恕的原则，如今舍弃诸位的死罪。从前军队行进必须装载宗庙和社稷的神主，这是为了显示声威和恩泽各有所归属，如今将诸位败军的罪名证验于社稷之神前，以此指明你们的过失。”太和十九年五月己巳（495年6月9日），李佐被定罪削夺官爵为民，流放到瀛州。

### 复出
太和二十二年，魏孝文帝南征宛县和邓县时，重新起用李佐，任命他为代理平远将军、统军。南齐新野郡太守刘思忌依靠城市坚守，正月丁亥（498年2月11日），李佐率领部下攻取了新野城，捆住了刘思忌，问他说：“今天打算投降吗？”刘思忌说：“宁可做南方的鬼，不做北边的大臣！”刘思忌因此被杀。李佐因功封泾阳县开国子，食邑三百户。北魏占取汉江以北后，广阳王元嘉担任荆州刺史，仍然以李佐为元嘉的镇南府长史，加号辅国将军，另外镇守于新野。北魏军队凯旋时，魏孝文帝握着李佐的手说：“汉江以北是洛阳的南门，您为我平定了此地，也要为我好好的守住此地”。魏孝文帝去世时，遗诏以李佐代理荆州刺史，仍为辅国将军。李佐在荆州威望与信誉广为传播，边境的百姓乐于归附，前后共有两万余家投奔北魏，不久李佐正式出任荆州刺史。魏宣武帝初年，李佐被征召兼任都官尚书，在虚龄七十一岁时去世，朝廷赠予征虏将军、秦州刺史、谥号昭，葬于邺城西门豹祠东原吉迁里，他的儿子李遵承袭为泾阳县开国子。

### 谥号
据《魏书》和《北史》记载李佐的谥号为荘，北京大学历史系教授罗新和叶炜指出，李佐之子李伯钦墓志记载称之为“泾阳照子”，李佐之子李遵墓志记载“显考昭侯”，李佐之子李神俊墓志记载“父尚书昭侯”，李佐的谥号应该是昭而不是荘。

### 其他
起先，李佐与河南郡太守来崇一起从凉州来到北魏平城，他们向来有微小的仇怨，李佐罗织罪名构陷来崇获罪，来崇饿死在监狱中。之后来崇之子来护又纠举李佐犯贪污受贿罪，李佐与弟弟李冲等人均被定罪囚禁，遇到大赦才被释放，李佐非常怨恨来护。

## 家族

### 父母
- 李宝，北魏镇北将军、敦煌宣公
- 金城杨氏，前军参军杨袆之女[12]
- 陇西彭氏，西海太守彭含之女[12]

### 兄弟
- 李承，北魏龙骧将军、荥阳郡太守、姑臧穆侯
- 李茂，北魏镇西将军、光禄大夫、敦煌恭侯
- 李辅，北魏镇远将军、颍川郡太守、襄武惠侯
- 李公业，早卒
- 李冲，北魏镇南将军、侍中、尚书仆射、清渊文穆公

### 夫人
- 陇西辛氏，镇远将军、汉阳郡太守、狄道侯辛松之女[12]
- 荥阳郑氏，郑定宗之女[12]

### 子女
- 李伯钦，北魏国子学生，早亡
- 李遵，北魏中垒将军、司空司马、泾阳县子
- 李柬，北魏镇远将军、济州刺史
- 李神俊，北魏骠骑大将军、侍中、千乘文贞侯
- 李俊公，李思约的父亲
- 李刿，李佐第六子，北魏司徒行参军[16]